# Ерсайын, Альфия Асылбековна
Альфия Асылбековна Ерсайын (каз. Әлфия Ерсайын; род. 1 октября 2001 года) — казахстанская модель, победительница конкурсов красоты Мисс Атырау 2017, Мисс Казахстан 2018. Представит страну на международном конкурсе красоты Мисс Мира 2019.

## Биография
Родилась и выросла в Атырау. Окончила колледж «Гуманитарный колледж имени Катиры Дутбаевой» на специальность «переводчик и гид».
Нравится спорт, в особенности гимнастика.
По национальности — казашка.

## Конкурсы красоты

### Мисс Атырау 2017
19 ноября победила в конкурсе красоты Мисс Атырау 2017.

### Мисс Казахстан 2018
Принимала участие в национальном конкурсе красоты Мисс Казахстан 2018. В итоге стала победительницей, завоевав титул «Мисс Казахстан 2018».

## Мисс Вселенная 2019
Первоначально, должна была участвовать на Мисс Вселенная 2018, но заменена Сабиной Азимбаевой.
В конечном счете было решено, что она не сможет принять участие и в Мисс Вселенной 2018, из-за возрастного ограничение, и была заменена 1-й Вице Мисс Казахстан 2017 Екатериной Дворецкой. Ожидается, что она представит Казахстан в конкурсе Мисс Вселенная 2019, когда ей исполнится 18 лет.